# 産経新聞大阪本社
産経新聞大阪本社（さんけいしんぶんおおさかほんしゃ）は、京阪神など近畿地方と北陸地方（富山県は除く）、東海3県、中国地方（山口県は除く）並びに四国地方を対象地域とした、産業経済新聞社（産経新聞）の地域本社である。正式名称は「株式会社 産業経済新聞社 大阪本社」。産経westという場合、ここを指すことがほとんどである。
歴史的な経緯から、産経新聞の中で大阪を中心とした近畿地区での販売が最も大きな割合を占めている。2019年の発行部数は114万部（朝刊79万部＋夕刊35万部）であり、人口の多い首都圏を抱える東京本社版（朝刊のみ56万部）の2倍ほどの発行部数を持つ。また、大阪本社版（西日本地区）全体の92%を近畿地区で占めており、それ以外の西日本の地域での販売部数は非常に少ない。2020年10月に経営合理化を目的として紙版の販売を近畿大都市圏のみに絞り込み、その他の地域は子会社の産経デジタルが運営する産経電子版でカバーすると報じられたが、実際には西部本部管轄の九州（山口県含む）を含めた北陸（2024年10月から富山県は除く）・東海（静岡県は除く）以西をカバーして発行を継続している。しかしながら、過去の経緯より、地方紙の共同配信サービス（47NEWSなど）に参加するなど、近畿圏のブロック紙という位置づけもなされている。

## 概要
1922年（大正11年）、大阪府大阪市西成区天下茶屋で前田久吉が『夕刊大阪新聞』（後の大阪新聞）の前身である旬刊『南大阪新聞』として創刊したのが始まりで、1933年（昭和8年）6月20日、夕刊大阪新聞の僚紙として『日本工業新聞』を創刊。この時代の夕刊大阪新聞社は、大阪市北区堂島浜通4丁目（現・福島区玉川1丁目）にあった。
1942年（昭和17年）11月1日、政府の新聞統制により、愛知県以西の産業経済関連の日刊紙が統合、『日本工業新聞』を母体に『産業経済新聞』が創刊された。なお、この統合には日本経済新聞社の前身の中外商業新報社が大阪で発行していた『大阪中外商業新報』も参加しており、以後、産経新聞と日本経済新聞は同じ歴史の上を歩むことになる。
1950年（昭和25年）、東京でも『産業経済新聞』の印刷・発行を開始すると同時に、紙面を経済紙から一般紙に変更。関西のブロック紙から全国紙に発展すると、翌1951年（昭和26年）、日経が大阪支社を再設置して対抗。日経は9年ぶりに大阪での印刷・発行を再開した。
1952年（昭和27年）、大阪市北区梅田2丁目に大阪サンケイビル（サンケイホールを併設。現・ブリーゼタワー）が完成し移転。1955年、『サンケイスポーツ』を大阪で第一号を創刊。同年、東京発行の産業経済新聞は時事新報と合同した『産經時事』の題号で発行したが、1957年に東西で異っていた題字は再び『産業經済新聞』に統一され、『産經新聞』、『サンケイ』を経て1988年に再び『産經新聞』に題字を改めている。
テレビ・ラジオなどのメディア拡大にも力を入れ、カンテレ、ラジオ大阪の設立にも関わった。1959年、東京進出などで膨大な借金を抱え、創業者の前田が退任、財界から水野成夫を社長に招き、経営の建て直しを図った。同時に登記上の本店が大阪から東京に移転、フジテレビジョン（法人としては現在のフジ・メディア・ホールディングス）、ニッポン放送、文化放送などと提携を結び、後の『フジサンケイグループ』結成につながった。
2002年3月30日、東京本社版の夕刊が廃止され朝刊単独紙に移行したが、「大阪新聞」も東京夕刊廃止と同じ日に廃刊となった。大阪本社は、大阪新聞を紙面統合する形で朝夕刊セットでの発行を継続し、現在に至る。夕刊は主に旧大阪新聞で掲載されていた関西圏の地場ニュースや連載記事を主体として掲載しており、全国的な時事などの記事は産経新聞からスピンオフされた全国夕刊紙・夕刊フジが実質的に担うようになった。
大阪サンケイビルが築50年を超え老朽化したため、2005年（平成17年）8月8日、大阪市浪速区湊町二丁目1番57号の新社屋「難波サンケイビル」に本社機能を53年ぶりに移転。産経は創刊以来70年以上慣れ親しんだ大阪・キタを初めて離れた。
2007年9月1日、産経新聞社の総支局の統廃合により、東京・大阪両本社の県域版の再編を行った。大阪本社管内では中国地方（山口県は除く）と四国地方の県域版を廃止し「中四国版」に再編。兵庫県の地域版（神戸、但馬、播州、淡路など）も一つの版に統一するなどの改革を行った。なお、番組表に関しては従来通り府県単位で掲載される。
2008年7月、梅田二丁目の大阪サンケイビル跡地に超高層ビル『ブリーゼタワー』が竣工。本社機能の一部は「梅田オフィス」として復帰した。（本社社会部と別に、大阪総局が同オフィス内に設けられている。）
2008年12月11日、九州・山口県向けの産経新聞を毎日新聞西部本社（福岡県北九州市小倉北区）の工場（佐賀県鳥栖市）で委託印刷を行うことで毎日新聞社と基本合意したのに伴い、2009年9月30日付を以って大阪本社の発行による「九州版」を終了し、翌10月1日からは新たに大阪本社内の組織として新設された九州・山口本部（2012年6月1日西部本部に改組）からの発行で「産経新聞九州・山口特別版」が発行された。なお従来通り沖縄県は九州・山口版ではなく、大阪本社・および地域により東京本社の最終版（大阪:15版→14版、東京:15版　地方版・番組表差し替えなし）を空輸し、当日の午後以後に配達・販売されている。
九州・山口特別版は東京本社版の紙面で構成されるが、地方版と番組表は大阪本社で制作される。なお「九州・山口特別版」の広告及び販売の営業は大阪本社が請け負っていたが、2015年10月1日付より、大阪本社の販売･配達の問い合わせ電話番号が、西部本部の販売･配達の問い合わせ電話番号に変更された。
1面のレイアウトは1988年5月の紙面刷新・題字変更後から今日に至るまで変更されておらず、中央に題字、左側に「朝の詩」・広告、右側に日付・製作者クレジットと広告が掲載されている。（東京本社版も2008年3月19日まではこうだったが、現在は1面左側に日替わりでコラムが掲載されている都合で、右寄りになった。その後2013年4月1日の紙面刷新で2008年3月以前と同じ大阪版同様のレイアウトとなった。また、九州・山口特別版=2009年10月1日新創刊も、この東京本社版のレイアウトになっていたが、こちらも2013年4月1日の紙面刷新で、東京版・大阪版と同じレイアウトとなっている。）

なお、前身紙が大阪を中心とした関西地区のブロック紙という位置づけであった経緯から、全国紙でありながら47NEWSとよんななクラブに大阪府の地方紙という位置づけで参加している。また、題字が「産業経済新聞」の時代までは経済紙だった名残で、関西発祥の老舗・上場企業には決算などの公告を産経新聞大阪本社版に掲載すると定めていた会社が多かった。
2024年8月10日、同年9月30日付け朝刊をもって、富山県向けの紙媒体の新聞の販売を停止すると発表した。コスト（原材料費、輸送費など）の増大のためで、「経営合理化や経費の削減などを推し進め、内部努力を続けてまいりましたが、発行休止という判断に至りました」としており、同時にサンケイスポーツ、夕刊フジ（2024年10月1日に2025年1月31日=2月1日付けでの休刊が発表）も紙媒体の販売を停止した。
2025年6月14日、新聞販売店従業員の休日確保などを背景として、同年8月から土曜日夕刊の発行を休止することを発表した。

## 大阪本社所在地
- 大阪府大阪市浪速区湊町二丁目1番57号　〒556-8660 （難波サンケイビル）

梅田オフィス
- 大阪府大阪市北区梅田二丁目4番9号 ブリーゼタワー11階 〒530-0001

## 大阪本社管内の総局・支局

### 西部本部
- 福岡（大阪本社直轄部署）

### 総局
- 名古屋（中部）、京都、大阪、神戸、広島（中国・四国地方）、

### 支局
北陸・中京
- 福井

　富山、金沢、岐阜にも支局が存在したが廃止されている。
近畿 (三重県含む)
- 大津、舞鶴、尼崎（阪神）、姫路、豊岡、洲本、奈良、和歌山、津

　精華 (けいはんな)、豊中 (北摂)、堺、関西空港（泉佐野）にも支局が存在したが廃止されている。
中国・四国・沖縄
- 鳥取、松江、岡山、福山、徳島、高松、松山、高知、那覇

岡山支局はかつて総局であったが、広島支局が「中・四国総局」として総局に格上げされ支局に格下げされた。
九州総局、山口支局と熊本（南九州）支局、九州・山口のそれぞれの通信部（沖縄は除く）などは2009年10月1日を以って九州・山口本部（※2012年6月1日より西部本部）の管轄へ変更された。

## 大阪本社の印刷工場
- 大淀（大阪市北区）、美原（堺市美原区）[5]、岡山、坂出

大阪府内の2工場は（株）産経新聞印刷が運営、岡山は山陽新聞社新聞製作センター（山陽新聞社）に、坂出はメディアプレス瀬戸内（読売新聞坂出工場）にそれぞれ委託印刷。
なお、産経新聞社は2009年10月の、九州・山口特別版（発行・九州・山口本部→西部本部）創刊に伴う毎日新聞鳥栖工場への委託印刷を締結した際、毎日新聞社と災害時の包括的な印刷業務提携を結び、災害などで新聞発行機能がマヒした場合、上記各工場、および毎日新聞大阪本社が2020年12月に新たな業務委託先となった四国新聞社系列の「ニュース・フロー」高松工場（2020年11月までは倉敷市にある高速オフセット・毎日新聞中四国印刷岡山工場）で相互に補完印刷ができるようにしている。　

## 大阪本社管内の地方版
大阪府
- 大阪市内版 (大阪市全域)
- 北摂版 (豊中市・吹田市・摂津市・茨木市・高槻市など)
- 河内版 (東大阪市・八尾市・松原市・藤井寺市・河内長野市など)
- 北河内版 (枚方市・寝屋川市・守口市・門真市・大東市など)
- 堺・泉州版 (堺市・和泉市・岸和田市・貝塚市・泉佐野市など)

その他の近畿地方
- 滋賀県版
- 京都府版
  - 京都市内・山城版
- 兵庫県版
  - 神戸版
  - 阪神版
- 奈良県版
- 和歌山県版
- 三重県版
  - 伊賀版

北陸・東海・中国・四国地方
- 北陸版 (富山県・石川県、地方版は毎週木曜日に『北陸ウイークリー』として掲載)
- 福井県版
- 東海版 (愛知県・岐阜県、地方版無し)
- 中四国版 (鳥取県・島根県・岡山県・広島県・山口県・徳島県・香川県・愛媛県・高知県、中国・四国9県のニュースをそれぞれ山陰、山陽、四国の版にまとめた地方版。ただし山口県では、東部のごく一部での併売を除き、大阪本社版としては販売せず、九州・山口特別版として発売)

2009年9月30日までは九州版（福岡県他、地方版無し）も発行されていた（前述）。

### 備考
- 夕刊（セット版対象）は三重県の伊賀・紀州を含み、かつ兵庫県北部・京都府北部や紀伊半島南部などの山間部の一部と滋賀県の全域を除いた近畿地方（実質京阪神通勤圏）のみ。それ以外は朝刊（統合版）のみ。
  - 滋賀県全域への夕刊の発行は2024年3月30日付で終了し、4月1日[注 5]より朝刊統合版のみとなった。理由として「輸送費高騰や、夕刊に対する需要の変化などを踏まえた」としている。なお滋賀県への夕刊廃止前は大津市など、湖南地域に向けて配送していた[6]。
- 大阪本社版の担当地域のうち、愛知・岐阜向けの新聞は基本的に午後6時（18時）で締め切られる「6版」を朝刊として発行している（2009年10月1日付から九州での現地印刷(毎日新聞西部本社の鳥栖工場で九州・山口特別版を委託印刷)を開始される前は、九州向けも「6版」で発行していた）。一部の記事と投書欄・連載漫画（ひなちゃんの日常）などの特集記事はそれ以外の地域（13～15版相当）で発行される朝刊とは1日ズレ（2日前のニュース）を掲載していることになる。（但し、午前中～午後日中=夕刊締め切り直後ぐらいまでに入ったニュースに関しては、前日のニュースを載せていた事もある）
- 但し、愛知県・岐阜県の一部地域（名古屋市・岐阜市等）では深夜締め切りの早版に当たる13版で発行されている。（テレビ面も東海・三重版のものを使っている）また、沖縄県は京阪神向け15版（朝刊の最終版）を空輸し、テレビ面などの差し替えをしないで夕刊発行時に宅配を行っているほか、東京本社版を扱う宅配所もあるが、いづれの場合でも西部本部版は宅配されない。
- 東海地方（一部産経直売所あり）では中日新聞、九州地方（沖縄県以外）は西日本新聞、沖縄県は琉球新報の新聞販売店に発売委託している。
※2009年10月1日以降福岡県（北九州市）や、佐賀県・長崎県・熊本県・大分県・宮崎県・鹿児島県・山口県では毎日新聞販売店にも発売委託している（福岡市や久留米市等では、従来通り西日本新聞販売店のみ）。
※さらに佐賀県佐賀市のほとんどの地域では、朝日新聞・毎日新聞の販売店にも発売委託していた。が、2018年3月より西日本新聞販売店に変更された。

## テレビ・ラジオ欄

### 朝刊最終面
- 2022年4月ごろから、それまでNHK Eテレ（教育テレビ）を最初、次にNHKテレビ（総合テレビ）を掲載していたのを順番を入れ替えて、NHKテレビを最初、次にEテレを載せる体裁にした。
- 伊賀版と2024年9月30日までの北陸版では以前、NHKテレビのリモコンキーID番号が掲載されていなかった。伊賀版は一部地域で大阪局(1)と津局(3)の両方が映る事、北陸版は石川・金沢局(1)と富山局(3)でIDが違う事への配慮だったが、現在、伊賀版では津局のID番号3を表記している、また北陸版では金沢局と富山局のID番号を併記していたが、新たに石川と福井で北陸版となった同年10月からは福井局(1)も金沢局と同じであるため、1のみの表記となった。
- 紙面リニューアル後、朝刊では1990年12月のWOWOW開局まで、夕刊は1989年6月のNHK-BSの番組再編で、当時のBS2の番組表掲載を開始するに当たり、Gコード掲載前の1992年末まで、NHK総合、教育（当時）の深夜放送が行われてなかったため、スペースを活用して、各地区の収録局ごとの電話番号をまとめて載せていた（朝刊はWOWOW開局後はその番組表を載せたのち、1991年のWOWOWの営業本放送開始後は、衛星放送はラジオ欄と一体で別頁に移し、NHKは翌朝の番組を掲載しているが、民放のそれよりも多く収録されていた。Gコード掲載開始後は朝刊での翌朝欄が割愛された時期もあった）。1998年1月から各放送局ごとの局名カット下に掲載を再開している（NHKは最寄り都道府県の放送局の番号を収録）。
- 東京本社版では首都圏版と山梨版を除き、多くの地方版では基本的に地元のFNN・FNS系列局をNHK2波の次に掲載しているが、大阪本社版ではその原則通りに掲載していない版は近畿2府4県以外でも多く見られる。九州版（現・九州･山口特別版）でも、FNN・FNS系列局（テレビ西日本）をNHK2波の次に載せていたが、九州・山口特別版創刊後の現在は、NHKテレビ（総合）の次にRKB毎日放送（JNN（TBS）系列局）を収録（掲載）し、FNN・FNS系列局のテレビ西日本はその次（民放2番目）に載せている。これは、毎日新聞に印刷を委託していることへの配慮。

近畿D版（大阪府内・京都府南部）
- 地上波（フルサイズ）：NHKテレビ、NHK Eテレ、MBSテレビ、ABCテレビ、カンテレ、読売テレビ、テレビ大阪
- 地上波（ハーフサイズ）：サンテレビ、京都テレビ
- 地上波（クォーターサイズ）：奈良テレビ

阪神・神戸版
- 地上波（フルサイズ）：NHKテレビ、NHK Eテレ、MBSテレビ、ABCテレビ、カンテレ、読売テレビ、テレビ大阪
- 地上波（ハーフサイズ）：サンテレビ、京都テレビ

近畿B版（兵庫県播磨地域）
- 地上波（フルサイズ）：NHKテレビ、NHK Eテレ、MBSテレビ、ABCテレビ、カンテレ、読売テレビ、サンテレビ
- 地上波（ハーフサイズ）：テレビ大阪
- 地上波（クォーターサイズ）：OHKテレビ、四国テレビ

滋賀版
- 地上波（フルサイズ）：NHKテレビ、NHK Eテレ、MBSテレビ、ABCテレビ、カンテレ、読売テレビ、びわ湖テレビ
- 地上波（クォーターサイズ）：京都テレビ、テレビ大阪、CBCテレビ、東海テレビ

奈良版
- 地上波（フルサイズ）：NHKテレビ、NHK Eテレ、MBSテレビ、ABCテレビ、カンテレ、読売テレビ
- 地上波（ハーフサイズ）：奈良テレビ、テレビ大阪
- 地上波（クォーターサイズ）：京都テレビ、テレビ和歌山、サンテレビ

和歌山版
- 地上波（フルサイズ）：NHKテレビ、NHK Eテレ、MBSテレビ、ABCテレビ、カンテレ、読売テレビ
- 地上波（ハーフサイズ）：テレビ和歌山
- 地上波（クォーターサイズ）：テレビ大阪、三重テレビ、東海テレビ、CBCテレビ、メ〜テレ、中京テレビ

東海・三重版（伊賀地域除く）
- 地上波（フルサイズ）：NHKテレビ、NHK Eテレ、CBCテレビ、東海テレビ、メ〜テレ、中京テレビ
- 地上波（ハーフサイズ）：三重テレビ、テレビ愛知、福井テレビ、ぎふチャン

伊賀版
- 地上波（フルサイズ）：NHKテレビ（上記で述べた通り、リモコンキーID番号は津放送局の3である。これは朝日新聞伊賀版も同様だが、番組内容は大阪局を載せている朝日新聞と違い、津放送局のものを記載している）、NHK Eテレ、MBSテレビ、ABCテレビ、カンテレ、読売テレビ
- 地上波（ハーフサイズ）：三重テレビ、東海テレビ
- 地上波（1/3サイズ）：CBCテレビ、メ〜テレ、中京テレビ

北陸版（石川・福井）※2024年10月1日から
- 地上波（フルサイズ）：NHKテレビ、NHK Eテレ、FBCテレビ、福井テレビ、テレビ金沢、MROテレビ、石川テレビ、HAB

※北陸（石川・富山）版と福井版の統合で、福井版で掲載されていた、在阪広域4局、京都テレビ、びわ湖テレビが非掲載となった。
島・鳥版（島根・鳥取）
- 地上波（フルサイズ）：NHKテレビ、NHK Eテレ、さんいん中央テレビ、日本海テレビ、BSSテレビ
- 地上波（ハーフサイズ）：サンテレビ
- 地上波（クォーターサイズ）：テレビ山口、山口朝日、OHKテレビ、TSCテレビせとうち、MBSテレビ、ABCテレビ、カンテレ、読売テレビ、TSSテレビ、広島ホームテレビ

岡山版
- 地上波（フルサイズ）：NHKテレビ、NHK Eテレ、RSKテレビ、西日本テレビ、OHKテレビ、瀬戸内海テレビ、TSCテレビせとうち
- 地上波（1/3サイズ）：サンテレビ、広島テレビ、RCCテレビ

広島版
- 地上波（フルサイズ）：NHKテレビ、NHK Eテレ、TSSテレビ、広島テレビ、RCCテレビ、広島ホームテレビ
- 地上波（クォーターサイズ）：テレビ愛媛、南海テレビ、テレビ山口、RSKテレビ、西日本テレビ、OHKテレビ、瀬戸内海テレビ、TSCテレビせとうち

徳島版
- 地上波（フルサイズ）：NHKテレビ、NHK Eテレ、四国テレビ、MBSテレビ、ABCテレビ、カンテレ
- 地上波（ハーフサイズ）：読売テレビ、テレビ大阪
- 地上波（クォーターサイズ）：サンテレビ、テレビ和歌山、西日本テレビ、高知放送

香川版
- 地上波（フルサイズ）：NHKテレビ、NHK Eテレ、西日本テレビ、RSKテレビ、瀬戸内海テレビ、OHKテレビ、TSCテレビせとうち
- 地上波（ハーフサイズ）：サンテレビ、四国テレビ

愛媛版
- 地上波（フルサイズ）：NHKテレビ、NHK Eテレ、南海テレビ、テレビ愛媛、あいテレビ、愛媛朝日
- 地上波（クォーターサイズ）：TSSテレビ、広島テレビ、広島ホームテレビ、RSKテレビ、西日本テレビ、OHKテレビ、瀬戸内海テレビ、TSCテレビせとうち

南愛媛版
- 地上波（フルサイズ）：愛媛版と同一
- 地上波（クォーターサイズ）：大分放送、テレビ大分、宮崎放送、山口放送、テレビ山口、TSSテレビ、RCCテレビ、広島ホームテレビ

高知版
- 地上波（フルサイズ）：NHKテレビ、NHK Eテレ、高知放送、テレビ高知、さんさんテレビ、四国テレビ
- 地上波（クォーターサイズ）：宮崎放送、西日本テレビ、南海テレビ、テレビ愛媛、MBSテレビ、ABCテレビ、カンテレ、読売テレビ

各版共通
- BS（ハーフサイズ）：NHK BS、BS日テレ、BS朝日、BS-TBS、BSテレ東、BSフジ、WOWOWプライム、BS11 イレブン、BS12 トゥエルビ、BS10

### 朝刊中面
近畿A（近畿D、阪神・神戸、近畿B、奈良、滋賀、和歌山）
- AMラジオ（ハーフサイズ）：OBC（網がけのトーンを貼っている）、MBS、ABCラジオ
- AMラジオ（1/3サイズ）：京都、関西、和歌山（3局とも以前はハーフサイズ掲載）

※以前は1/3サイズでCBC、東海、RSK、西日本、四国が掲載されていたが、レイアウト変更により非掲載となった。
- FMラジオ（ハーフサイズ）：FM大阪、FM802
- FMラジオ（1/3サイズ）：：α-STATION、KissFM、FM COCOLO、e-radio

※α-STATIONとKissFMの2局は、以前はハーフサイズ掲載。
※以前は1/3サイズでFMとくしまが掲載されていたが、レイアウト変更により非掲載となった。
東海・三重版（伊賀版除く）
- AMラジオ（ハーフサイズ）：CBC、東海、ぎふチャン、OBC、MBS、ABCラジオ

※以前は1/3サイズで関西、和歌山、京都が掲載されていたが、レイアウト変更により非掲載となった。
- FMラジオ（ハーフサイズ）：FM三重、FM GIFU、FM AICHI
- FMラジオ（1/3サイズ）：e-radio

※以前はハーフサイズでZIP-FM、1/3サイズでα-STATION、FM802、FM大阪が掲載されていが、レイアウト変更により非掲載となった。
伊賀版
- AMラジオ（ハーフサイズ）：CBC、OBC、MBS、ABCラジオ
- AMラジオ（1/3サイズ）：京都、東海（左記2局とも以前はハーフサイズ）

※以前は1/3サイズで、関西、和歌山、ぎふチャンが掲載されていたが、レイアウト変更により非掲載となった。
- FMラジオ（ハーフサイズ）：FM三重、FM802、FM大阪、
- FMラジオ（1/3サイズ）：α-STATION、e-radio

※以前は1/3サイズで、FM GIFU、KissFM、FM COCOLOが掲載されていたが、レイアウト変更により非掲載となった。
北陸版
- AMラジオ（ハーフサイズ）：KNB、FBC、MRO
- AMラジオ（1/3サイズ）：OBC（以前は中サイズ）、東海、CBC、京都

※以前は1/3サイズで、ABCラジオ、MBS、ぎふチャンが掲載されていたが、レイアウト変更により非掲載となった。
- FMラジオ：FM福井、FM石川、FMとやま、α-STATION

※以前は1/3サイズで、FM GIFU、e-radio、FM大阪、FM802が掲載されていたが、レイアウト変更により非掲載となった。
岡山・香川版
- AMラジオ（ハーフサイズ）：RSK、西日本、OBC、ABCラジオ
- AMラジオ（1/3サイズ）：RCC、四国
- FMラジオ（ハーフサイズ）：FM岡山、FM香川、FM802
- FMラジオ（1/3サイズ）：Kiss-FM、FM COCOLO

※以前はハーフサイズで南海、広島FM、FM愛媛、1/3サイズでMBS、関西、四国、FMとくしま、FM大阪が掲載されていたが、レイアウト変更により非掲載となった。
広島・山陰版
- AMラジオ（ハーフサイズ）：RCC、山口、BSS、南海
- AMラジオ（1/3サイズ）：OBC、RSK、西日本
- FMラジオ（ハーフサイズ）：広島FM、FM山陰、FM山口
- FMラジオ（1/3サイズ）：FM岡山、

※以前は1/3サイズでMBS、ABCラジオ、関西、ハーフサイズでKiss FM、FM愛媛、FM802、FM大阪が掲載されていたが、レイアウト変更により非掲載となった。
高知・徳島版
- AMラジオ（ハーフサイズ）：高知、四国、OBC、MBS
- AMラジオ（1/3サイズ）：西日本、RSK、和歌山
- FMラジオ（ハーフサイズ）：FM高知、FMとくしま、FM802
- FMラジオ（1/3サイズ）：FM香川

愛媛版
- AMラジオ（ハーフサイズ）：南海、RCC
- AMラジオ（1/3サイズ）：OBC、RSK、西日本、高知
- FMラジオ（ハーフサイズ）：FM愛媛、広島FM、FM大分、FM高知、FM山口

各版共通
- BS（ハーフサイズ）：NHK BSプレミアム4K、WOWOWライブ、WOWOWシネマ
- BS（1/3サイズ）：BS10スターチャンネル、WOWOWプラス、BS日本映画、J:COM BS、BSよしもと
- CS（1/3サイズ）：フジテレビONE、フジテレビTWO、フジテレビNEXT、時代劇専門

※フジテレビワンツーネクスト（フジテレビのCS放送）の番組欄は東京本社版では掲載され、大阪本社版と九州・山口特別版ではスペースの都合で長らく掲載されていなかったが、2014年1月6日付から大阪本社版、九州・山口特別版でも掲載されるようになった。
※以前は、スターチャンネル2、3、J SPORTS1、2、3、4、FOXスポーツ&エンタ（閉局）、Dlife（閉局）、放送大学キャンパスon、ex、ラジオ、宝塚スカイステージが掲載されていたが、閉局や新規開局、レイアウト変更などもあり、非掲載となった。また、BSスカパー!の閉局に伴い、BS12 トゥエルビが中面から最終面に移動した。
※2023年12月のNHKのBS放送再編に伴い、BSイレブンが最終面に、空いたところにBSプレミアム4KとWOWOWプラスが掲載されるようになった。
- AMラジオ（ハーフサイズ）：NHK第1、NHK第2
- FMラジオ（ハーフサイズ）：NHK-FM
- 短波ラジオ（1/3サイズ）：ラジオNIKKEI

### 夕刊
夕刊のラジオ面は、1988年5月のリニューアル後、約1ヶ月は非掲載だったが、後に文化面に掲載を再開された。ラジオ欄の局名表記は（後に掲載されるBSも含めて）縦書き表示となっている
最終面
- 地上波（フルサイズ）：NHKテレビ、NHK Eテレ、MBSテレビ、ABCテレビ、カンテレ、読売テレビ、テレビ大阪
- 地上波（クォーターサイズ）：サンテレビ、京都テレビ
- 地上波（極小サイズ）：奈良テレビ（京都テレビの下）、テレビ和歌山、びわ湖テレビ、（奈良の隣）

中面
- BS（クォーターサイズ）：NHK BS、BS日テレ、BS朝日、BS-TBS、BSテレ東、BSフジ、WOWOWプライム、スターチャンネル、BS11 イレブン、BS12 トゥエルビ、NHK BSプレミアム4K
- FMラジオ（クォーターサイズ）：NHK-FM、FM大阪、FM802、KissFM、α-STATION、e-radio、FM COCOLO
- AMラジオ（クォーターサイズ）：NHK第1、NHK第2、OBC、MBS、ABCラジオ、関西、京都、和歌山

## 主な所属社員
紙名は関係する新聞。現在は一時の紙別分社を止め、サンケイスポーツなども全て産経本社が直接刊行している。
- 門口博光 (競馬エイト)
- 川田重幸 (嘱託職、競馬エイト)
- 喜多村克利 (競馬エイト)
- 高橋賢司 (競馬エイト)